# Bagupi jezik
Bagupi jezik (ISO 639-3: bpi), jedan od 19 hansemanskih jezika, transnovogvinejska porodica, iz Papue Nove Gvineje, kojim govori još svega 50 ljudi od 125 etničkih Bagupija iz provincije Madang.
Hansemanska podskupina dio je šire skupine croisilles.

## Vanjske poveznice
- Ethnologue (14th)
- Ethnologue (15th)